# Чалый, Василий Филиппович
Ча́лый, Васи́лий Фили́ппович (26 апреля 1911, рудник, ныне пгт Щербиновка, Бахмутский район, Донецкая область Украина — 2 марта 1979, Москва) — советский военно-морской деятель, вице-адмирал (18 февраля 1958), командующий Эскадрой Черноморского флота (1956—1961).

## Биография
По национальности — украинец, в ВМФ с 1930 года, член КПСС с 1937 года. Окончил Военно-морское училище имени М. В. Фрунзе (апрель 1930 — июнь 1934), штурманский отдел СККС ВМФ РККА (ноябрь 1937 — август 1938), курсы командиров миноносцев Тихоокеанского флота (январь — апрель 1939), основной факультет Военно-морской академии имени К. Е. Ворошилова (декабрь 1946 — декабрь 1949).
С июня 1934 по январь 1935 года — корабельный курсант, затем в течение трёх месяцев — командир штурманской группы минного заградителя «Эривань». Командир штурманского сектора минного заградителя «Астрахань» (март 1935 — октябрь 1936).
С октября 1936 по ноябрь 1937 года помощник командира сторожевого корабля «Зарница», в августе — ноябре 1938 года -штурман гидрографического судна (ГИСУ) «Партизан». Участвовал в межтеатровом переходе через Панамский канал (27 июня 1938) во Владивосток в составе отряда ГИСУ из Кронштадта. С ноября 1938 года по апрель 1939 года — помощник флагманского штурмана штаба Тихоокеанского флота, позднее до сентября дивизионный штурман отдельного дивизиона тральщиков. В июне — августе этого же года был штурманом отряда базовых тральщиков на время его межтеатрового перехода из Кронштадта во Владивосток.
Командир эсминца «Резкий» (апрель 1939 — ноябрь 1940), затем командир эсминца «Резвый» (до июля 1942). Начиная с июля 1942 года командовал 1-м дивизионом бригады эсминцев. В августе 1943 года принял должность начальника 1-го (оперативно-планового) отделения оперативного отдела штаба Тихоокеанского флота, которую исполнял до декабря 1946 года. Одновременно с мая 1944 года являлся заместителем начальника оперативного отдела штаба Тихоокеанского флота.
Участник Великой Отечественной и Советско-японской войн.
Командир 1-го дивизиона эсминцев 4-го ВМФ (с декабря 1949 по сентябрь 1950). С сентября 1950 по январь 1954 года — начальник штаба эскадры Черноморского флота. 27 января 1951 года присвоено звание «контр-адмирал».
С января 1954 по ноябрь 1956 года — старший военный советник командующего ВМФ Румынской Народной Республики, затем до июля 1961 года командующий эскадрой Черноморского флота, а после этого начальник тыла флота (до июля 1962 года) и 1-м заместитель командующего Черноморским флотом (до августа 1965 года). С 1965 по январь 1971 года был помощником представителя Главнокомандующего Объединёнными Вооружёнными Силами Варшавского Договора по ВМФ в Национальной народной армии ГДР.
В январе — мае 1971 года — в распоряжении Главнокомандующего ВМФ.
В мае 1971 года уволен в отставку по болезни.
Скончался 2 марта 1979 года. Похоронен на кладбище Коммунаров в Севастополе.

Могила Чалого на кладбище Коммунаров в Севастополе.

## Семья
Дед Алексея Михайловича Чалого, «народного мэра» Севастополя в период аннексии Крыма Российской Федерацией.
Отец Нинель Васильевны Иванченко, тесть Иванченко Александра Семёновича.